# 傅偉勳
傅偉勳（英語：Charles Wei-Hsun Fu，1933年10月7日—1996年10月15日），臺灣哲學家，出生於新竹市。一生學貫中西，兼通中、英、日、德四種語言，曾構思「文化中國」、「創造的詮釋學」等概念，並致力於推動生死學教育，對學界影響甚鉅，被譽為「臺灣生死學之父」。逝後，其夫人華珊嘉（英語：Sandra A. Wawrytko）於美國加州聖地牙哥設立「傅偉勳基金會」紀念其貢獻。

## 生平
傅偉勳的父親日治時期取得司法代書執照，開設代書事務所。母親陳查某，為竹塹名士陳朝龍（1859－1903）之幼女，曾開設「順生堂」藥房。傅偉勳為家中幼子，有四兄二姊：大哥傅偉東、二哥傅偉（煒）亮、三哥傅偉奇、四哥傅偉村、大姊傅瓊珠及二姐傅淑華。
傅偉勳就讀新竹師範附小，1946年春考上新竹中學初中部。竹中期間，傅偉勳堪稱文武雙全，為網球校隊選手，高三時參加全臺灣中學比賽，獲得亞軍。他對數學亦有天分，同時愛好古典音樂及中、日文學，除了閱讀《封神榜》、《三國演義》、《火燒紅蓮寺》、《羅通掃北》等中國章回小說，以及茅盾、郁達夫、沈從文、巴金等現代作家作品，亦閱讀改造社的「現代日本文學全集」。又因偶然閱讀了日本哲人西田幾多郎的著作及牟宗三發表於《新生報》的文章〈哲學智慧的開發〉，引發他日後主修哲學的動機。1951年因「社會主義青年大同盟案」（參考條目：傅煒亮、黎子松、傅如芝），傅偉勳的二哥偉亮被判處死刑，三哥偉奇被判五年徒刑，讓傅偉勳的心靈受到很大的衝擊，當時竹中校長辛志平特別安慰他要安心照樣好好唸書。1952年夏傅偉勳於竹中畢業，之後考入台灣大學哲學系，受同學劉述先的影響，逐漸關注中國哲學。期間他自修德文，並受其師方東美的哲學及王叔岷的考據學訓練，學士論文為《哲學的世界定位──雅斯帕爾斯『哲學』第一卷》。大學畢業後，因考取研究所可以緩訓，於是留在台大繼續攻讀碩士，碩士論文為《雅士培哲學的研究》，並因劉述先的推薦，其碩論又發表於勞思光在香港主編的季刊《自由學人》。
1960年傅偉勳於軍中退伍後，臺大哲學系系主任洪耀勳讓他回台大擔任助教，同年檀香山新設「東西文化技術中心」，洪耀勳命其報考，順利考取。之後傅偉勳於夏威夷大學修習比較哲學、中觀學與禪宗，於加州柏克萊大學修習康德知識論及邏輯經驗論，碩士論文為《休姆因果論基本概念解析》。1963年學成歸國，於臺大擔任講師，教授西洋哲學史、印度哲學史、「英國經驗論」、「哲學問題討論」、「實存主義」與「現代歐洲文學」、「現象學的存在論」等課。後將授課講義整理為《西洋哲學史》，交由三民書局出版。其學生石元康、蔡美麗、楊惠南、古正美、郭文夫、郭美渝、蔡信安、楊樹同、陳文秀、楊炳河、郭博文、王曉波、林鎮國、張瑞良等人，已是活躍學術圈的教授學者。1964年9月傅偉勳與哲學出身的前妻鍾淑兒結縭，婚宴中促成徐復觀與殷海光和好。
1966年傅偉勳因方東美等教授推薦，取得伊利諾大學獎學金，進入博士班研究所，專攻日常語言分析理論、規範倫理學。博士論文為《現代倫理自律論──赫爾與沙特的研究與批評》，發表後受到美國哲學界的重視。1969年他受聘至俄亥俄大學教授遠東思想與佛教哲學，期間攻讀宋明理學與大乘佛學，並分析當代儒家熊十力、唐君毅、牟宗三的論著。1971年陳榮捷推薦傅偉勳至天普大學宗教研究所任教，在大學部開設「生死學」，博士班開設「道家、禪學與海德格」，之後的22年皆在天普大學授課。
1991年傅偉勳發現罹患淋巴腺癌，住院開刀後一度康復，但因腫瘤手術引發黴菌感染，昏迷近月，1996年逝世於美國聖地牙哥，享年63歲。

## 理論與主張

### 生死哲學
傅偉勳對於現代生死學建構的觀點和看法，開啟台灣生死學研究的風氣。在《死亡尊嚴與生命尊嚴》中，他嘗試以科際整合的方式，從臨終精神醫學、醫學、文學、佛學以及儒學的進路發展現代生死學。
現代生死學是傅偉勛後期思想中的重要哲學理論之一，這揭示了實存主體探索和超克死亡問題的宗教性質，肯定了生與死的一體兩面性，強調了現代生死學以心性體認為本位的理論前提，具有重要的理論意義；而在科際整合的必要性與提升個體實存的生命品質方面，具有重要的實踐意義。

#### 現代生死學的提出
死亡學（thanatology or studies of death and dying）是二戰以後美國新興的一門學科，其源於死亡教育（death education）的勃興。但是在傅偉勳看來，由於生與死是不可分離的一體兩面，因此死亡學實際上就是生死學（life-and-death studies）。他認為，人們以往只偏重於對「生」的研究，卻忽略了對於「生命成長的最後階段」之「死」的關注，自從死亡學誕生以來，生命過程中的另一極端狀況——死，才得以刻意彰顯。事實上，人作為海德格所說的「向死而生的存在」，生與死都是每一個體實存自身的分內之事，都是個體實存之一體兩面，不能分開。所以，傅偉勳在原有死亡學的基礎上，經過進一步的理論擴充，提出了現代生死學。

#### 現代生死學的實踐意義
傅偉勳的現代生死學並非只停留於理論層面，而是深切地與現實生活緊密關聯，並具有極強的實踐操作性。而現代生死學在具體地落實於現實的社會生活過程中，同時也彰顯出了其所具有的實踐意義。大體而言，現代生死學的實踐意義主要表現在兩個方面：指出科際整合的必要性；提升個體實存的生命品質。

##### 指出科際整合的必要性
傅偉勳自1971年轉入天普大學宗教學研究所之後，逐漸認識到：「做為有意建立一家之言的思想家」，「必須朝向辯證開放的科際整合理論」，並在《死亡的尊嚴與生命的尊嚴——從臨終精神醫學到現代生死學》一書中首次提出「科際整合」這理論。他在該書《自序》中寫道：「本書的一個特色是在，從科際整合的宏觀角度把死亡學聯貫到精神醫學、精神治療、哲學、宗教學乃至一般科學（如心理學與文化人類學），以便提示死亡學研究的現代意義。」這雖然是從科際整合的角度來說明「死亡學的現代意義」，但從更為宏觀的視角來看，此科際整合乃是為了現代生死學的建立與發展所做的必要準備。
總之，正如傅偉勳所言：「現代人的死亡問題及其精神超克，必須涉及宗教性或高度精神性的探索課題，也就是說，死亡學與臨終精神醫學的發展與深化，必須假定他們與哲學、宗教學的科際整合，才有成效。」

##### 提升個體實存的生命品質
在傅偉勳看來，只有通過提升現代人的「死亡的品質」，亦即「死亡的尊嚴」，才能夠消除掉其所特有的痛苦。他指出，現代人往往強調「生活的品質」，但是卻忽略了「生活的品質」內在地包含著「死亡的品質」或「死亡的尊嚴」，或者說，「死亡的品質」與「生活的品質」乃是一體之兩面，不可分離。因此，現代人在提升自我「生活的品質」的同時，也需要提升「死亡的品質」，而這正是現代生死學的根本任務。從現代生死學的角度來看，狹義的生死學正是「專就單獨實存所面臨的個別生死問題予以考察探索，提供學理性的導引，幫助每一個體培養比較健全的生死智慧，建立積極正面的人生態度，以便保持生命的尊嚴，而到生命成長的最後階段，也能自然安然地接受死亡，維持死亡的尊嚴」。現代人首先要培養多元開放的胸襟，肯認獲致死亡尊嚴的途徑不只一條，然後依據自身的性格與特點選取一條適合自己超克死亡的純一簡易的進路，並予以堅持，同時以心性體認為本位，將現代生死學（理論）與生死智慧（實踐）貫通起來，落實於自己的生命實踐當中。經過此番現代生死學訓練與影響，當有助於培養現代人的生死智慧，提升其生命品質。

### 佛學
傅偉勳關注人間佛教的概念發展，嘗試使用西方學術思想的概念詮釋傳統佛學，致力於佛學的現代化。

## 作品節選
- 《西洋哲學史》（臺北：三民書局，1965年）
- 《從西方哲學到禪佛教：「哲學與宗敎」一集》（臺北：東大圖書，1986年）
- 《批判的繼承與創造的發展：「哲學與宗敎」二集》（臺北：東大圖書，1986年）
- 《「文化中國」與中國文化：「哲學與宗教」三集》（臺北：東大圖書，1988年）
- 《從創造的詮釋學到大乘佛學：「哲學與宗教」四集》（臺北：東大圖書，1990年）
- 《死亡的尊嚴與生命的尊嚴：從臨終精神醫學到現代生死學》（臺北：正中書局，1993年）
- 《學問的生命與生命的學問》（臺北：正中書局，1994年）
- 《佛教思想的現代探索：「哲學與宗教」五集》（臺北：東大圖書，1995年）
- 《道元》（臺北：東大圖書，1996年）
- 《生命的學問》（臺北：生智出版，1998年）

## 軼事
- 傅偉勳曾向蔡仁厚推薦金庸的武俠小說，並表示日後想寫一部超越金庸的作品。該年寒假，蔡仁厚購得幾部金庸的長篇，全家人不分晝夜地閱讀，傅偉勳得知後，逢人必說：「蔡仁厚全家看金庸，是我推薦的！」[7]
- 與佛教學者藍吉富、梵文學者林光明，三人為結拜兄弟。

## 外部連結
- 傅偉勳基金會 （页面存档备份，存于）